# Testata (arti marziali)
Una testata è - nelle arti marziali - un colpo portato con la testa utilizzando una delle parti robuste del cranio come area di impatto. 
È efficace quando si colpisce una parte debole del corpo dell'avversario (ad esempio il naso o la fronte). 
Se assestata in maniera non appropriata, una testata può causare più danni all'aggressore che all'aggredito.